# Гейвали
Гейвали, раніше Дрмбон (азерб. Heyvalı, Drmbon; вірм. Դրմբոն) — село у Кельбаджарському районі Азербайджану. Село розташоване на правому березі Сарсанського водосховища (річка Тертер), на перехресті трас, що ведуть на Степанакерт, Мартакерт та Кельбаджар/Варденіс. Село розташоване за 30 км на захід від Мартакерта, поруч з селами Мегмана, Чилдиран та Яїджи.

## Карабаський конфлікт
Під час масованого літнього наступу азербайджанських військ 1992 р. село перейшло під контроль азербайджанців, але незабаром вірмени провели контрнаступ і протягом трьох діб взяли під контроль 9 сіл Мартакертського району, включаючи Дрмбон.

## Збагачувальний комбінат

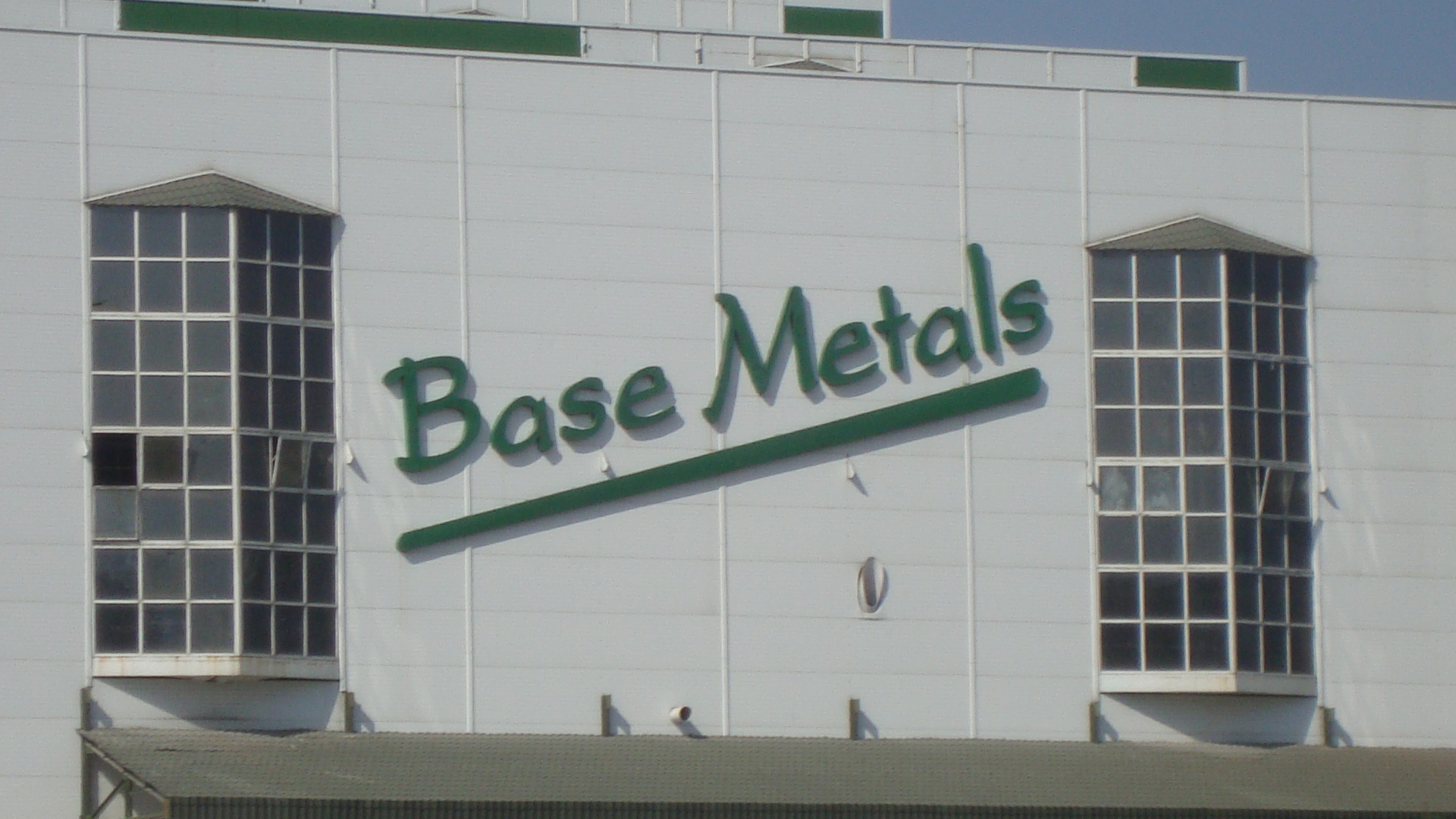
Гірничо-збагачувальний комбінат.

Дрмбонський гірничозбагачувальний комбінат діє в Нагірному Карабасі з осені 2003 р. Середньомісячна продуктивність підприємства становить 16-18 тис. т руди. Концентрат із вмістом золота і міді, отриманий в результаті обробки руди, піддається плавці на Алавердському металургійному комбінаті. Завдяки новому обладнанню Дрмбонський гірничозбагачувальний комбінат сьогодні отримав можливість щомісячної переробки до 30 тис. т руди. На підприємстві працює понад 1 100 чоловік (у тому числі 40 жителів Дрмбона), середня заробітна плата яких становить 176 тис. драмів. Обсяг річного виробництва становить приблизно 10-11 млн дол.
Паралельно з виробничою діяльністю ведуться активні геологорозвідувальні роботи. Адміністрація підприємства планує завершити протягом року вивчення одного-двох нових родовищ і почати їх експлуатацію. Найперспективнішим є родовище в прилеглому селі Мегмана. Продуктивність збагачувальної фабрики — 450 000 т на рік з випуском мідного концентрату. У 2008 році була запланована модернізація флотаційного відділення ОФ обладнанням. У травні 2008 року було завершено перший етап робіт: здійснено монтаж п'ятикамерної пневмомеханічної флотомашини РІФ-25, контактних чанів КЧ-25 ємністю 25 м³, гідроциклонів, автоматичних сучасних дозаторів реагентів УДР — РІФ, автоматичного регулятора рівня пульпи і витрат повітря АССУП-РВ в камерах флотомашини РІФ.

## Пам'ятки
В селі розташоване селище 12-13 ст., цвинтар 18-19 ст., джерело 19 ст., каплиця 12-13 ст., поселення «Мачег» 13 ст., хачкар 11-13 ст. та млин 19 ст.

## Галерея

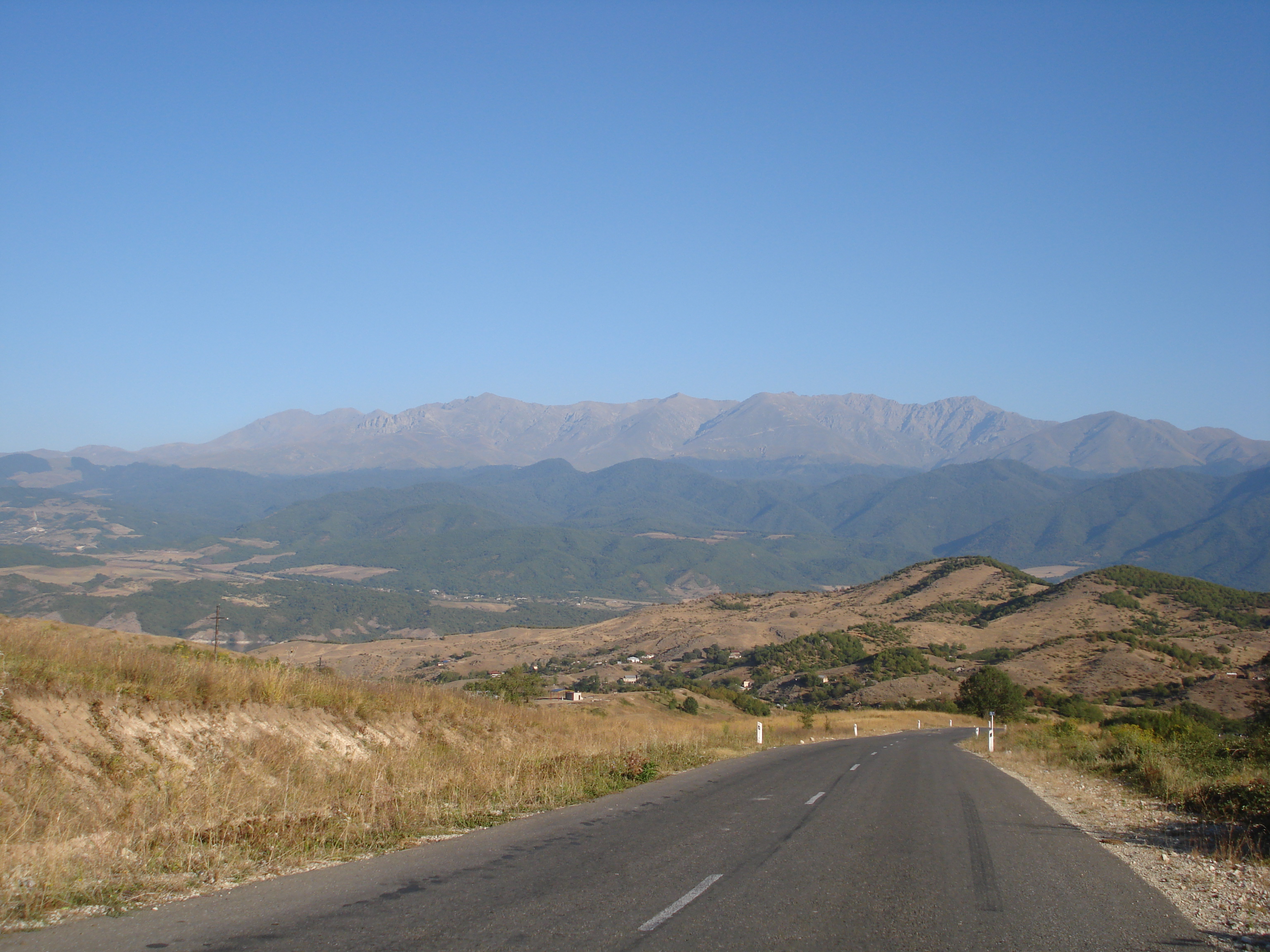
Траса «Північ — південь» (зі Степанакерта до Мартакерта).
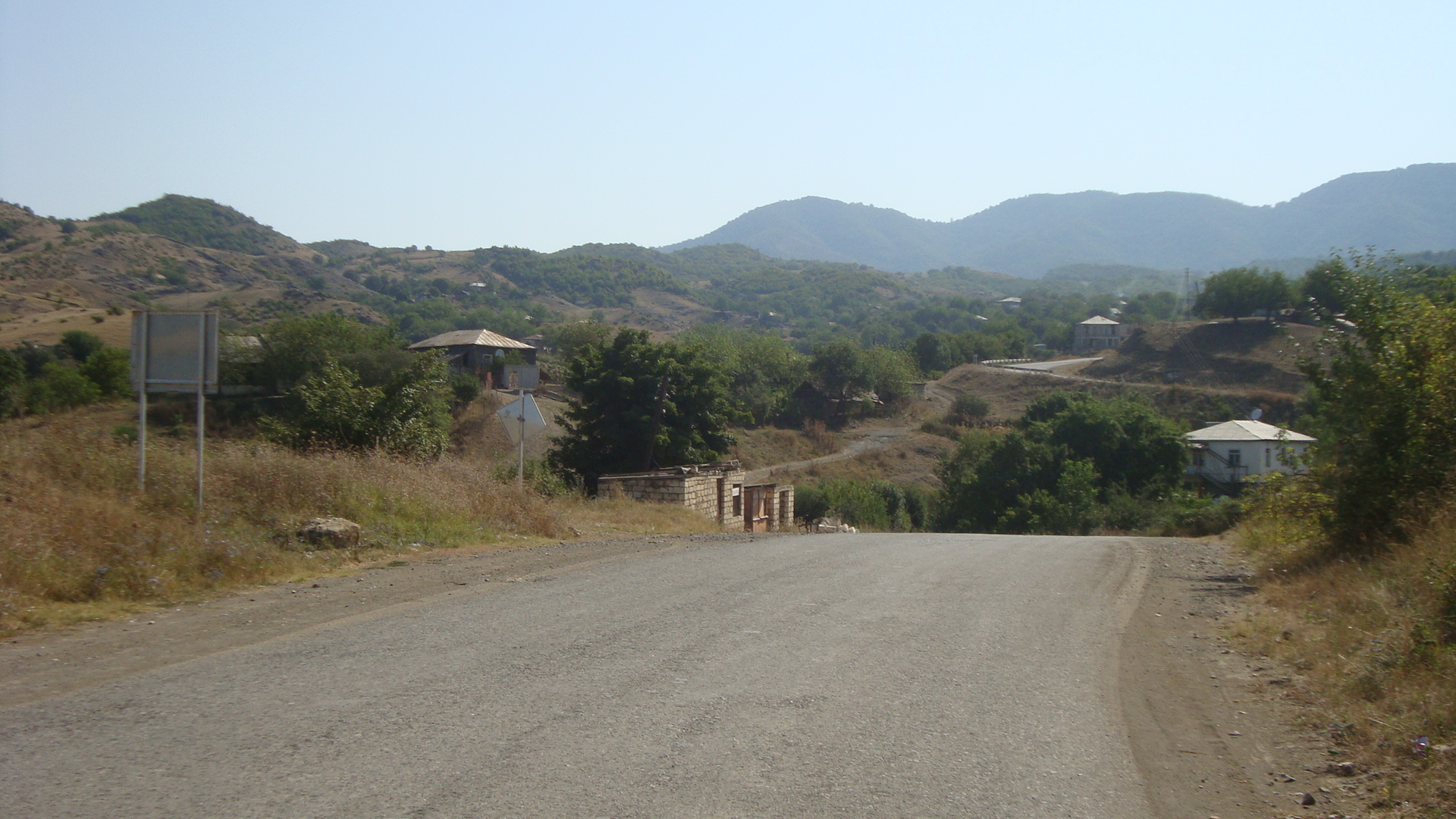
Відгалуження до Карвачару та Варденісу.
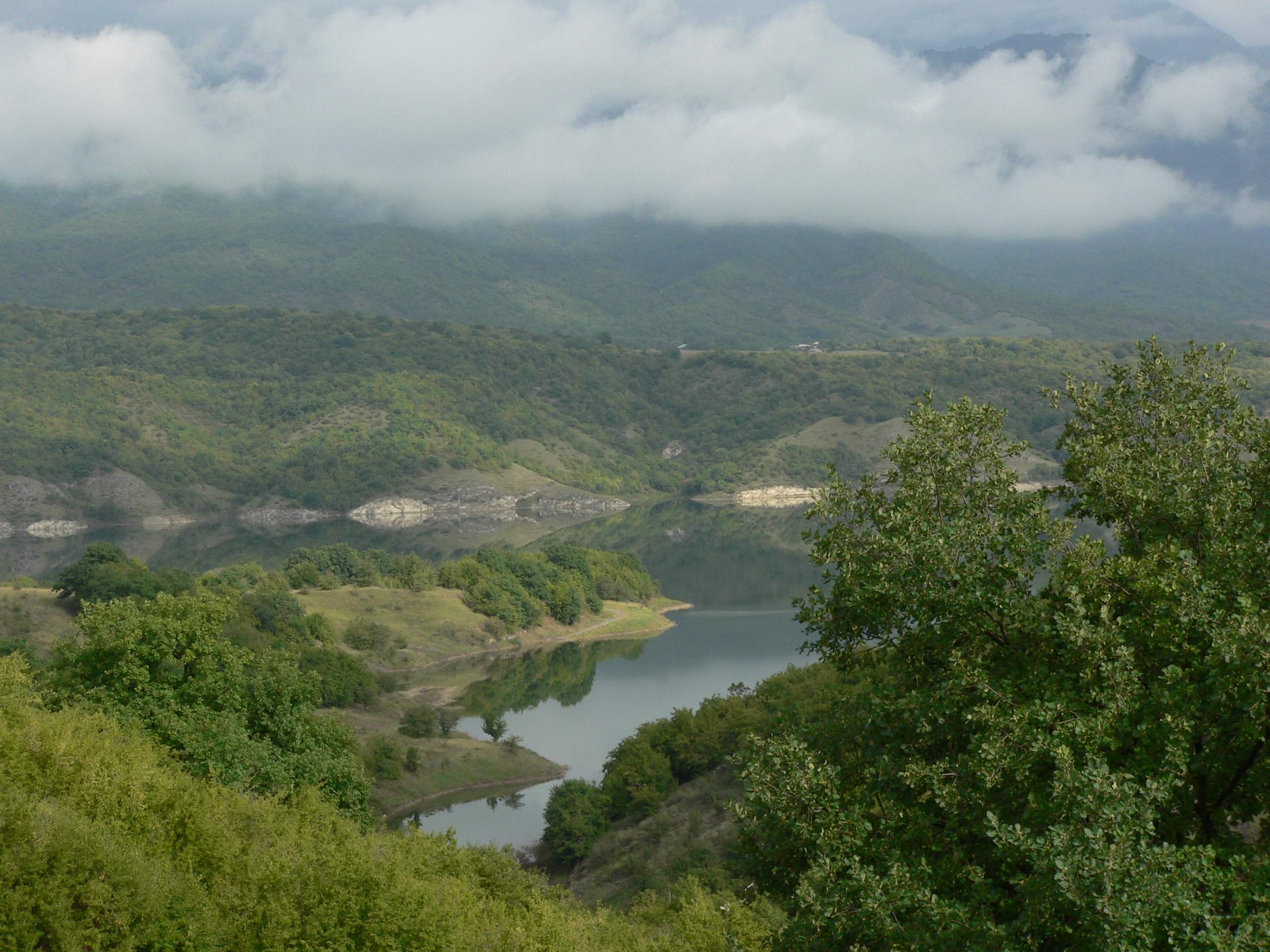
Сарсанське водосховище.
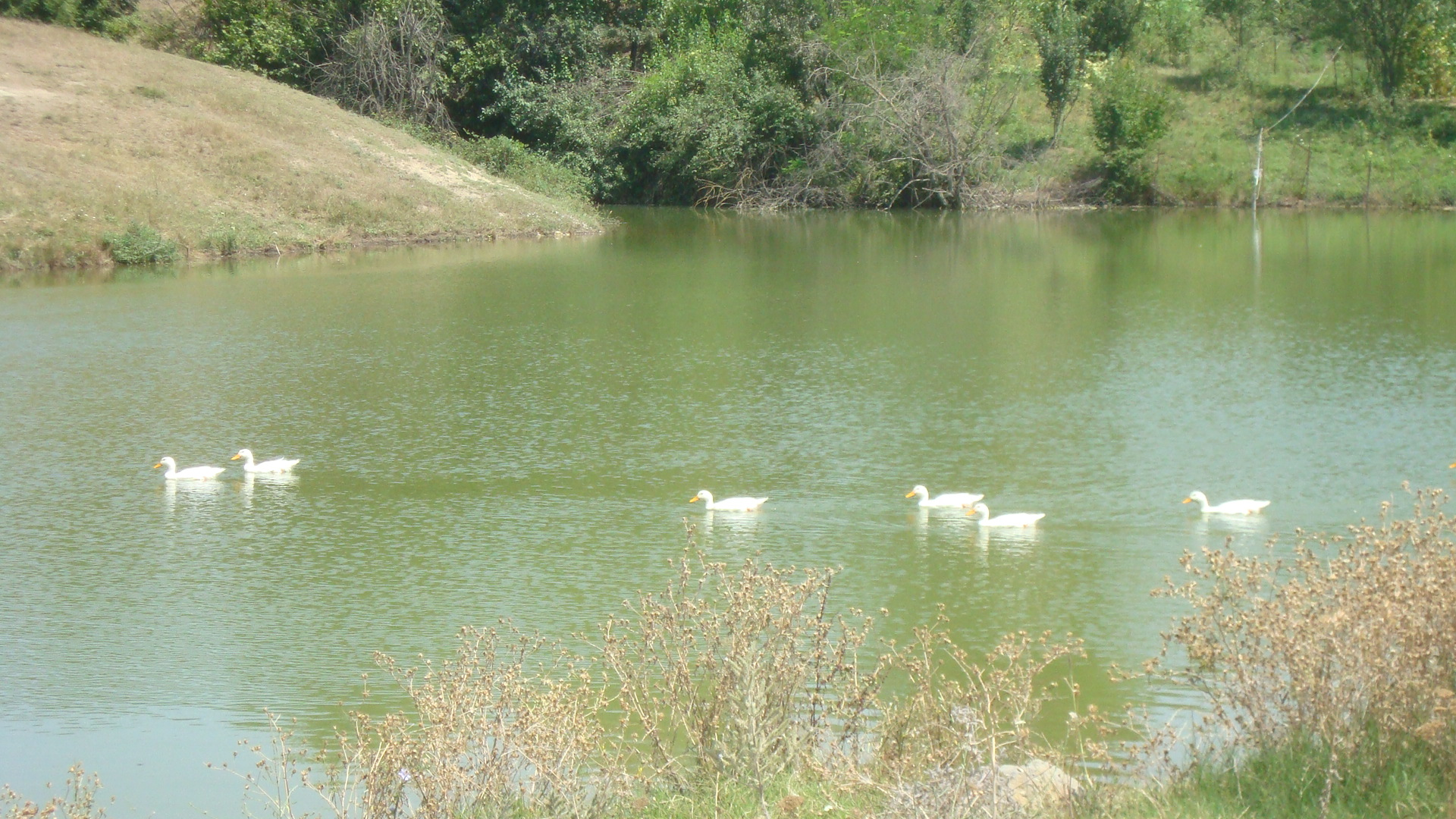
Ставочок в селі.
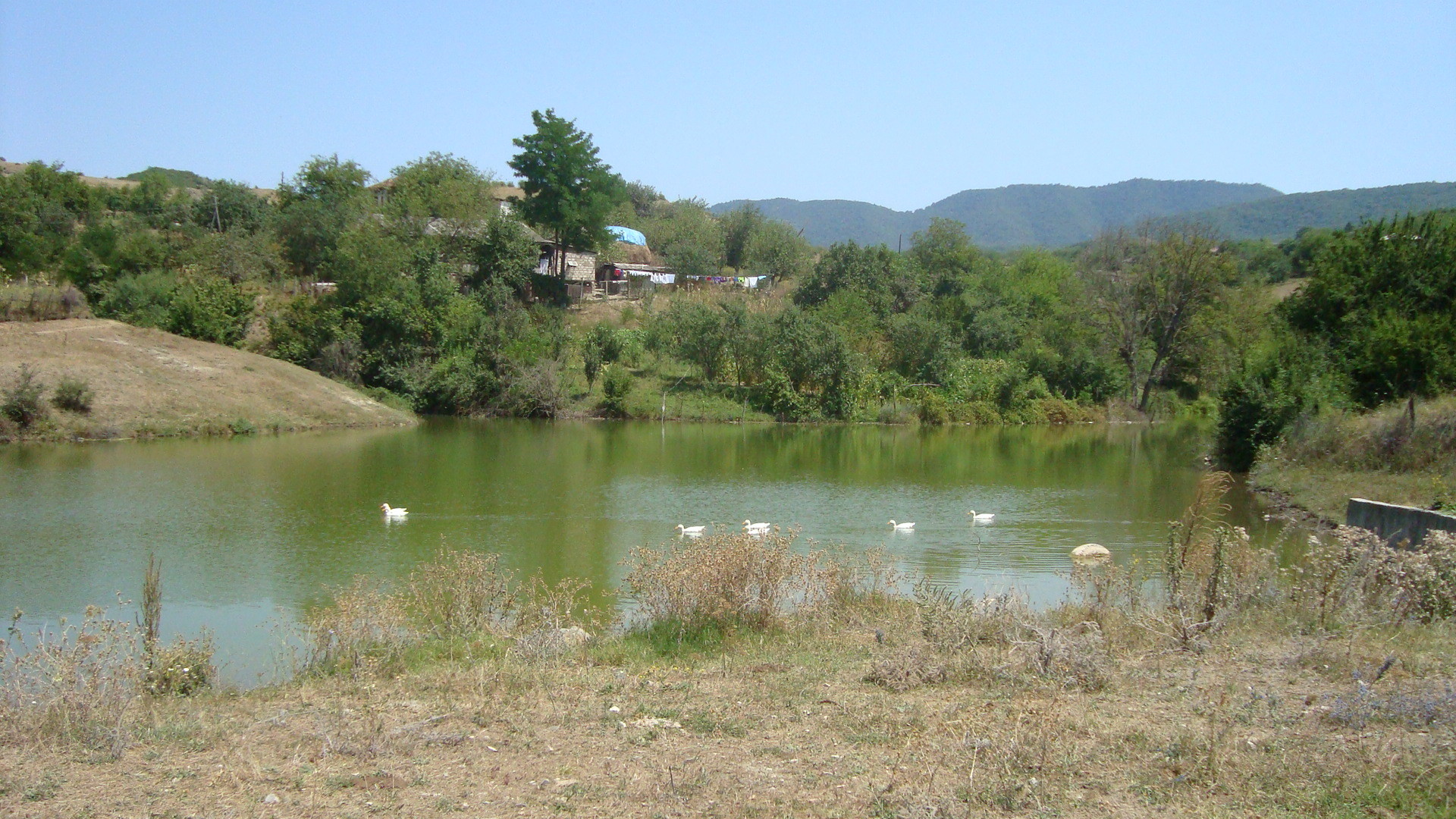